# ESL
ESL, tidigare benämnt Electronic Sports League, är en av världens största anordnare av e-sportturneringar.

## Historia
ESL grundades år 2000 under namnet Electronic Sports League och drev onlineturneringar i bland annat Counter-Strike och Warcraft 3.
År 2015 meddelade ESL att MTG hade köpt 74% av ESL:s moderbolag Turtle Entertainment för närmare 86 miljoner dollar, motsvarande 860 miljoner svenska kronor.
År 2015 arrangerades ESL IEM Katowice och var då den mest sedda direktsända e-sportturneringen någonsin med över 1 miljon tittare.

### Livesändningsrekord
År 2016 meddelade webbplatsen Twitch att ESL:s turneringar är de mest sedda e-sportturneringarna på deras plattform.

### Antidoping
I en intervju 2015 erkände ett flertal professionella e-sportare att de tog adderall i samband med turneringar för att öka sin prestationsförmåga.Detta föranledde ESL att fatta beslutet att utföra dopingkontroller under turneringar för att stoppa dopning på alla evenemang de anordnar. Hittills har ingen testat positivt.

## Nuvarande spelutbud
År 2024 driver ESL turneringar inom Counter-Strike 2, Dota 2, FIFA, League of Legends med flera spel.